# Dragon Force
Para a banda, ver DragonForce.
Dragon Force é um jogo de estratégia da SEGA, criado para a Sega Saturn. Foi criado no Japão e levado para os Estados Unidos pela Working Designs em 1996, que deu origem a uma seqüência em 1998.

## Introdução ao Enredo
Podendo escolher de um de oito monarcas, o jogador tem como missão unir o continente de Legendra numa luta contra o deus da Destruição, Madruk, que procura vingança, centenas de anos depois de ter sido aprisionado pelo Dragão da Luz, Harsgalt. Nesta busca pela salvação de esperança, o jogador tem que reunir os outros monarcas e convencê-los que a sua causa é justa e fazer com que se juntem às suas tropas.

## Jogabilidade
A jogabilidade está dividida em duas categorias; o "mapa-mundo" estratégico, e a batalhas orientadas pela estratégia. No mapa-mundo, o jogador organiza e envia as suas forças em tempo real, embora o jogo faça pausa quando se abre um menu. Os exércitos movem-se em caminhos predeterminados entre vilas e castelos, sendo estes últimos o verdadeiro objectivo do jogo. Quando dois exércitos se encontram, a batalha começa.
Dentro da batalha, cada lado escolhe um general e a correspondente companhia de tropas que comanda. A batalha é jogada em tempo real. As batalhas acabam quando um general fica sem energia ou quando foge em retirada; se ambos os exércitos dos generais forem dizimados, os generais têm a hipótese de fugir em retirada ou entrar num duelo, no qual o jogador não poderá controlar o seu general, sendo os ataques a as defesas aleatórias. Os generais que perdem toda a sua energia são, dependendo deste, capturados, feridos, ou até mesmo mortos (embora este último caso seja raro). Se for o monarca escolhido pelo jogador a ser derrotado desta maneira, o jogo termina e terá que ser recomeçado a partir do último ponto guardado. Uma vez que a batalha termine, o processo é repetido até que todos os generais tenham sido derrotados.
A cada "semana" (tempo pré-definido no jogo), há uma pausa para o jogador atender aos seus deveres administrativos. Aqui, os jogadores podem atribuir bonificações aos seus generais, revistar castelos, fortificá-los, persuadir outros generais a juntarem-se a eles e guardar o progresso do jogo. É também aqui que, por vezes, ocorrem cenas que fazem o enredo.